# Монастырь Саон
Монастырь Саон (рум. Mănăstirea Saon) — женский (ранее — мужской) монастырь Тулчской епархии Румынской православной церкви, расположенный в коммуне Никулицел Тулчского жудеца Румынии.
Монастырь основан в 1846 году монахами из монастыря Челек-Дере. В 1881 году епископ Нижнедунайский Иосиф (Георгиан) переселяет оставшихся монахов из Нижнего Челика, окончательно отделив Саонский скит от Челик-Дере. В том же году монахи построили церковь Введения во Храм Пресвятой Богородицы и два корпуса келий. При игумене Филимоне (1889—1905) скит сгорел, но Введенская церковь уцелела. В 1909 году епископ Нифон (Никулеску) передал его во временное управления монастыря Кокош. В 1916 году Саонский монастырь вновь стал самостоятельным, а в 1930 году — преобразован в женский.
1 сентября 1909 года епископ Нифон заложил фундамент новой церкви в честь Покрова Пресвятой Богородицы, но её строительство было прервано началом Первой мировой войны. В 1940 году, в результате землетрясения, рухнули башни недостроенной церкви. Лишь в 1956 году, при епископе Кесарие (Пэунеску), строительство возобновилось и было завершено в 1959 году. В том же году монастырь ликвидирован социалистическими властями, но его имущество сохранялось в распоряжении епархии. Открыт вновь в 1972 году.
В 2006 году в монастыре проживало 40 монахинь. Сестры занимаются земледелием, рыболовством, пчеловодством, содержат страусов и павлинов, вышивают священнические облачения.